# Медаль «За Одру, Нису и Балтику»
Медаль «За Одру, Нису и Балтику» (пол. Medal Za Odrę, Nysę i Bałtyk) — польская военная награда, была учреждена постановлением Совета Министров от 26 октября 1945 года, «в ознаменование великой победы польских солдат, воевавших за новые границы у рек Одра и Ниса и на побережье Балтийского моря, возвращение Польше древних славянских земель на западе и севере, и награждения участников тех боёв» (пол. „w celu upamiętnienia wielkich zwycięstw żołnierza polskiego, który walczył o nowe granice na Odrze i Nysie i na wybrzeżu Bałtyku, odzyskując dla Polski prastare ziemie słowiańskie na zachodzie i północy oraz nagrodzenia uczestników tych walk”).
В Законе от 17 февраля 1960 года о «медалях и орденах» определено, что это награда учреждена для тех, кто участвовал в битве за границы по Одре, Нисе и Балтийскому морю.

## Описание
Медаль имела одну степень, и награждение ею производилось один раз.

### Основания для выдачи
- участие в ходе боев на Одре, Нисе и на побережье Балтийского моря в период с марта по апрель 1945 года в составе 1-й и 2-й армий Войска Польского, 1-го танкового корпуса, воздушных подразделений, а также отдельные лица сотрудничавшие в этот период с 1-й и 2-й армией Войска Польского.
- взаимодействие с польской армией, которое способствовало победам на Одере, Нисе и Балтике
- защита польского побережья в 1939 году

Согласно Акту Парламента Польской Республики от 16 октября 1992 года «О государственных наградах» (Dz. U. 99/450) медаль «За Одру, Нису и Балтику» была переведена в разряд памятных (юбилейных) знаков отличия и медалей со сроком действия до 8 мая 1995 года включительно. Впоследствии этот срок был продлён до 8 мая 1999 года. Положение о награждении медалью и её описание не изменялось.

### Внешний вид
Медаль «За Одру, Нису и Балтику» круглая, диаметром 33 мм, изготавливалась из бронзы. На лицевой стороне медали вверху помещено изображение орла, держащего в когтях свиток с изображением карты Польши, её главных рек и городов: Варшавы (W), Гданьска (G), Щецина (S) и Вроцлава (W). Карта обрамлена узким бортиком. По окружности отчеканена надпись: «ZA ODRĘ — NYSĘ — BAŁTYK». На оборотной стороне медали отчеканена надпись в четыре строки «RP / ZWYCIĘZCOM / III.1945 / IV.1945». Надписи подчёркнуты узкой чертой. Все надписи и изображения на медали выпуклые. С обеих сторон медаль окаймлена бортиком. В верхней части медали имеется ушко с кольцом, с помощью которого медаль крепится к ленте.
Лента медали «За Одру, Нису и Балтику» шёлковая муаровая, тёмно-синего цвета, шириной 35 мм, с двумя продольными полосами голубого цвета по бокам. Ширина продольных полос 4 мм.
Медаль «За Одру, Нису и Балтику» носится на левой стороне груди после медали «За Варшаву 1939—1945».

## Награждение
Министр обороны дал право присуждать медаль военным командирам районов, командирам всех пехотных дивизий и командиру 1-й кавалерийской дивизии. С 1958 года медаль присуждал Государственный совет.
До 1987 года произведено 321 975 награждений. Позже выдано ещё 479 медалей. Всего было вручено 322 454 медали.